# 천구의

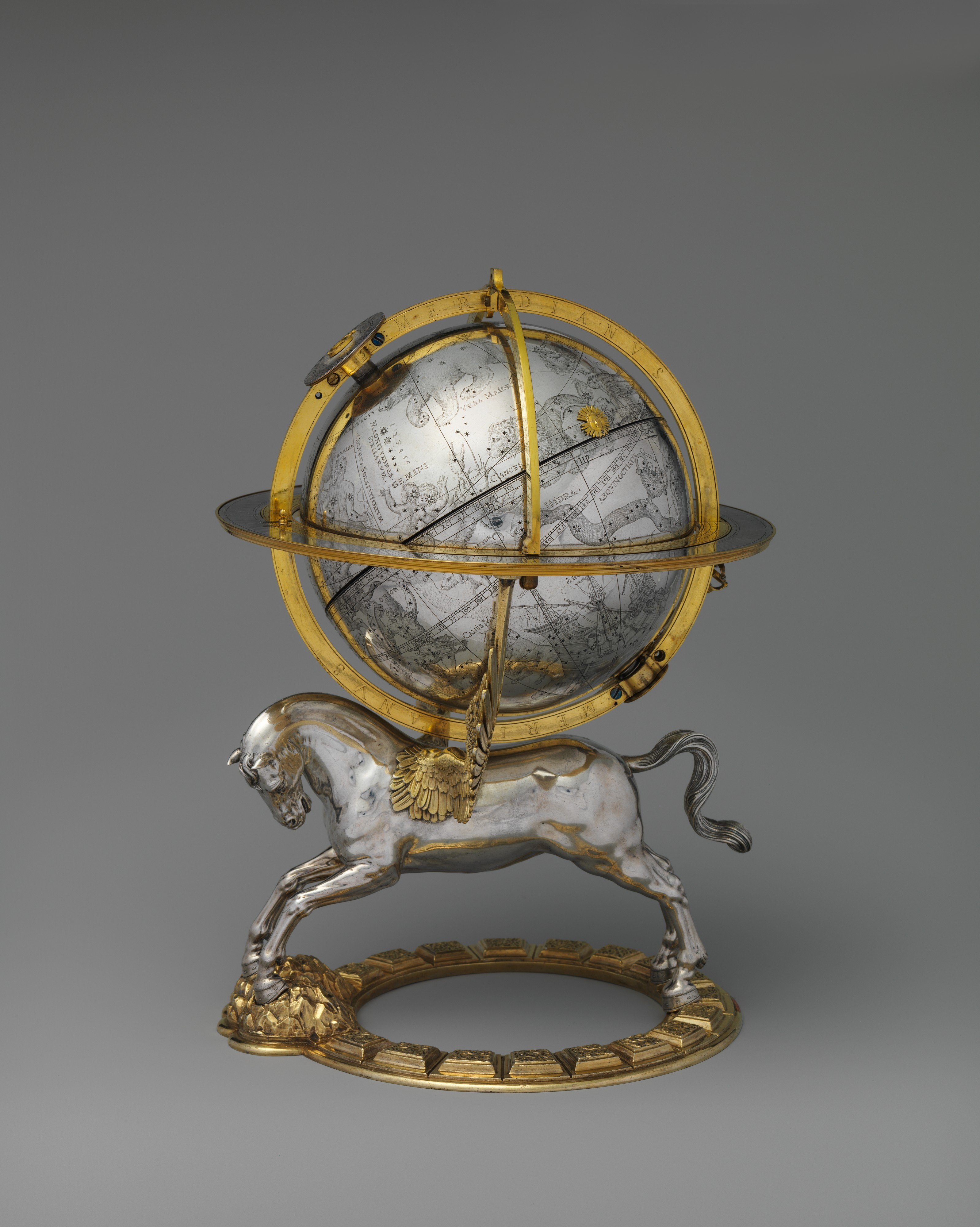
시계가 있는 천구의; 1579; 부분적으로 도금된 은, 도금된 황동 및 강철; 전체: 27.3 × 20.3 × 19.1 cm, 구의 지름: 14 cm; 비엔나에서; 메트로폴리탄 미술관 (뉴욕 시)

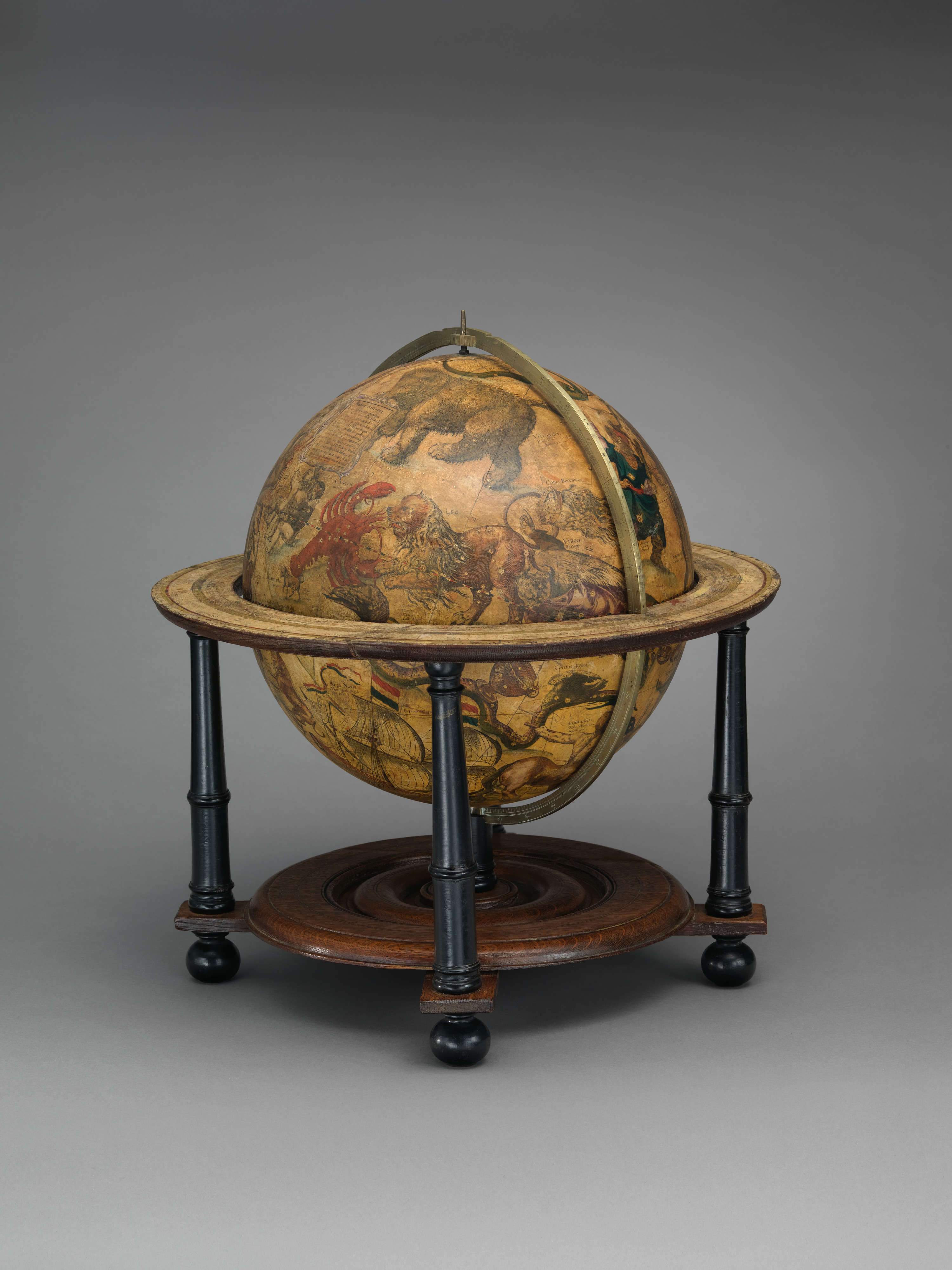
천구의; 1621년 이후; 종이, 황동, 참나무, 스테인드 및 밝은 색상의 목재; 전체: 52.1 × 47.3 cm, 구체 직경: 34 cm; 암스테르담에서; 메트로폴리탄 미술관

천구의 (天球儀)는 하늘에 있는 별의 겉보기 위치를 나타낸다. 태양, 달, 행성은 별의 위치에 따라 위치가 다르기 때문에 생략하지만 태양이 이동하는 황도는 표시된다.
천구의의 "손잡이"에 관한 문제가 있다. 별이 가상의 천구에서 실제로 차지하는 위치에 별이 있도록 지구를 구성하면 별 시야가 지구 표면에 거꾸로 나타날 것이다 (모든 별자리는 거울 이미지로 나타난다). 이는 천구의 중심에 위치한 지구에서 보는 시각이 천구 내부의 심사도법인 반면, 천구의는 외부에서 본 정사도법이기 때문이다. 이러한 이유로 천구의는 종종 거울 이미지로 생성되므로 적어도 별자리는 지구에서 볼 때 나타난다. 일부 현대 천체는 지구의 표면을 투명하게 만들어 이 문제를 해결한다. 그런 다음 별을 적절한 위치에 배치하고 지구를 통해 볼 수 있으므로 보기가 천구의 내부를 볼 수 있다. 그러나 구체를 볼 수 있는 적절한 위치는 중심에서이지만 투명한 구체를 보는 사람은 중심에서 멀리 떨어진 바깥에 있어야 한다. 투명한 표면을 통해 외부에서 구 내부를 보면 심각한 왜곡이 발생한다. 별자리를 정확하게 배치하여 만든 불투명한 천체는 지구 밖에서 직접 볼 때 거울상처럼 보이기 때문에 거울을 통해 보는 경우가 많기 때문에 별자리는 친숙한 모습을 하고 있다. 지구상의 서면 자료, 예: 별자리 이름은 거꾸로 인쇄되어 거울에서 쉽게 읽을 수 있다.
코페르니쿠스가 16세기에 태양계가 '지구중심적이며 정지적이기보다는 태양중심적이다' (지구는 태양 주위를 도는 것이 아니라 태양을 도는 것)라는 발견 이전에 '별은 아마도 보편적이지는 않지만 일반적으로 지구를 둘러싸고 회전하는 속이 빈 구체의 내부에 붙어 있는 것'으로 인식되어 왔다. 2세기 그리스의 천문학자 프톨레마이오스는 우주가 지구 중심적이라는 잘못된 가정하에 작업하여 '행성의 운동은 주전원, 이심원, 이심원 (지구에서 변위된 점에 대해 행성 운동이 원형으로 간주됨) 및 등분법 (지구에서 변위된 점에 대해 일정한 각 회전율을 가정하는 장치)의 사용을 포함하는 기술을 통해 정확하게 표현될 수 있다'는 알마게스트를 썼다. 중세의 천문학자들은 이러한 생각에 따라 이슬람교도와 기독교도를 막론하고 '별의 배열과 운동을 모형으로 표현'하기 위해 천구의를 만들었다. 가장 기본적인 형태에서 천구의는 관찰자가 지구를 둘러싸고 있는 구체로서 하늘을 내려다보고 있는 것처럼 별을 나타낸다.

## 같이 보기
- 혼천의
- 천구
- 세계의 구